# Pentax K20D
Pentax K20D — дзеркальный цифровий фотоапарат компанії Pentax, оснащений 14,6 мегапіксельною CMOS-матрицею, розробленою спільно з компанією Samsung. Анонсовано 24 січня 2008 року.
Під маркою Samsung випускається модель Samsung GX-20, яка від Pentax K20D різниться лише програмним забезпеченням, типом акумулятора і невеличкими змінами корпусу.
Розробники стверджують, що їм вдалося зменшити проміжки між світлочутливими елементами матриці, надаючи площу світлочутливого елементу подібну до площі у 12Мп елементу. 
Корпус із міцного пластику навколо металевого каркаса із гумовим покриттям основних контактних зон і гумовими прокладками всередині, що захищають камеру від пилу та вологи. Камера помітно компактніша за аналоги

## Відмінності від попередньої моделіK10D
- Роздільну здатність матриці збільшено з 10,1 до 14,6 Мпікс.
- ПЗЗ-матрицю замінено на CMOS
- Збільшено розмір дисплею з 2,5″ до 2,7″. Трохи збільшено його розділення (з 210000 точок до 230000 точок).
- Додано режим LiveView, дозволяє візувати по дисплею.
- Максимальна серія в RAW-форматі збільшена з 9 до 14 кадрів.
- Додана можливість серійної зйомки зі швидкістю 20 к/сек із розділенням 1,6 Мпікс.
- Вдвічі збільшено кількість знімків зроблених на одному заряді акумулятора.
- Режим розширення діапазону
- Роз'єм спалаху X-sync
- Покрашено налаштування параметрів зображення
- За умовчанням чіткіше зображення у JPG
- Налаштування передачі кольору на дисплеї
- Режим порівняння зображень при перегляді
- 32-кратне збільшення при  перегляді
- Налаштування рівня прибирання шуму на високих значеннях чутливості ISO
- Чутливість до ISO 3200 (із розширенням до 6400), замість ISO 1600
- Визначення пилу на сенсорі
- Відображення пікселів для випавлення мертвих пікселів
- Налаштування автофокусу (до всіх об'єктивів чи до 20 вибраних об'єктивів)

## Виноски
1. ↑  Pentax K20D official specifications. Pentax. Архів оригіналу за 8 липня 2008. Процитовано 14 травня 2008. [Архівовано 2008-07-08 у Wayback Machine.]
2. ↑  dpreview: Along with Nikon D300, Canon EOS 40D and the Olympus E3. Архів оригіналу за 22 лютого 2012. Процитовано 17 березня 2009. [Архівовано 2012-02-22 у Wayback Machine.]